# Chicago Bruins 1939-1940
La stagione 1939-40 dei Chicago Bruins fu la 1ª nella NBL per la franchigia.
I Chicago Bruins arrivarono terzi nella Western Division con un record di 14-14, non qualificandosi per i play-off.

## Roster
| N° | Naz.                   | Ruolo | Sportivo        | Anno | Alt. | Peso |
| -- | ---------------------- | ----- | --------------- | ---- | ---- | ---- |
|    | Stati Uniti (bandiera) | AC    | Mike Novak      | 1915 | 206  | 99   |
|    | Stati Uniti (bandiera) | GA    | Wibs Kautz      | 1915 | 180  | 82   |
|    | Stati Uniti (bandiera) | AC    | Stan Zadel      | 1916 | 196  | 98   |
|    | Stati Uniti (bandiera) | AC    | Elmer Johnson   | 1910 | 193  | 86   |
|    | Stati Uniti (bandiera) | G     | Frank Linskey   | 1913 | 188  | 82   |
|    | Stati Uniti (bandiera) | GA    | Eddie Oram      | 1914 | 191  | 79   |
|    | Stati Uniti (bandiera) | GA    | Willie Phillips |      | 173  | 79   |
|    | Stati Uniti (bandiera) | GA    | George Hogan    | 1915 | 185  | 77   |
|    | Stati Uniti (bandiera) | A     | George Wilson   | 1914 | 185  | 86   |
|    | Stati Uniti (bandiera) | A     | Bob MacLeod     | 1917 | 183  | 86   |
|    | Stati Uniti (bandiera) | GA    | Ray Hayes       | 1905 | 183  | 82   |
|    | Stati Uniti (bandiera) | A     | Harold Dembo    | 1915 |      |      |
|    | Stati Uniti (bandiera) | G     | Riskind         |      |      |      |
|    | Stati Uniti (bandiera) | G     | Marv Colen      | 1915 | 183  | 77   |
|    | Stati Uniti (bandiera) | A     | Tony Carp       | 1911 | 201  | 98   |

## Staff tecnico
- Allenatore: Sam Lifschultz